# Sénat Bovenschulte II
Land de Brême
Bovenschulte I 
Le sénat Bovenschulte II (en allemand : senat Bovenschulte II) est le gouvernement du Land de Brême depuis le 5 juillet 2023, sous la 21e législature du Bürgerschaft.

## Composition
- Par rapport au sénat Bovenschulte I, les nouveaux sénateurs sont indiqués en gras et ceux ayant changé d'attributions le sont en italique.

| Fonction | Nom | Nom                   | Parti  |
| --- | --- | --------------------- | ------ |
| Président du Sénat Sénateur aux Affaires religieuses Sénateur à la Culture                                              |     | Andreas Bovenschulte  | SPD    |
| Vice-président du Sénat Sénateur aux Finances                                                                           |     | Björn Fecker          | Grünen |
| Sénateur à l'Enfance et à l'Éducation                                                                                   |     | Sascha Karolin Aulepp | SPD    |
| Sénateur à la Santé, aux Femmes et à la Protection des consommateurs                                                    |     | Claudia Bernhard      | Linke  |
| Sénateur à l'Intérieur et aux Sports                                                                                    |     | Ulrich Mäurer         | SPD    |
| Sénateur à l'Environnement, au Climat et à la Science                                                                   |     | Kathrin Moosdorf      | Grünen |
| Sénateur au Travail, aux Affaires sociales, à la Jeunesse et à l'Intégration Sénateur à la Justice et à la Constitution |     | Claudia Schilling     | SPD    |
| Sénateur aux Travaux publics, aux Mobilités et au Développement urbain                                                  |     | Özlem Ünsal           | SPD    |
| Sénateur à l'Économie, aux Ports et à la Transformation                                                                 |     | Kristina Vogt         | Linke  |